# Hill & Wang
Hill & Wang este o editură de carte americană focalizată pe istoria Americii, pe istoria lumii și pe politică. Ea este o divizie a grupului editorial Farrar, Straus and Giroux.
Hill & Wang a fost fondată în 1956 ca o editură independentă de către Arthur Wang (1917/1918–2005) și Lawrence Hill, care lucrau amândoi la editura lui A. A. Wyn. Cei doi au cumpărat dreptul de editare a mai multor cărți deținut de Wyn și au început să publice piese de teatru în cadrul seriei Dramabooks, mai întâi în formatul trade paperback și apoi într-un nou format. Seria includea cărți scrise de Jean Cocteau, Arthur L. Kopit și Lanford Wilson. În 1959 Arthur Wang a dobândit dreptul de editare a scrierii memorialistice despre Holocaust a lui Elie Wiesel, Noaptea, care fusese refuzată de mai mulți editori de limba engleză, și a publicat această carte în 1960. Fondatorii editorii au continuat să extindă portofoliul Hill & Wang prin includerea unor autori ca Roland Barthes, Langston Hughes și istoricii americani Stanley Kutler și William Cronon.
În 1971 cei doi proprietari fondatori au vândut compania Hill & Wang grupului editorial Farrar, Straus and Giroux, iar marca Hill & Wang a continuat să fie recunoscută pentru calitatea înaltă a lucrărilor de non-ficțiune pe care le-a publicat. Mai recent, ea a publicat autori precum Cass Sunstein, Philip Gura, John Allen Paulos, Melvyn Leffler, Thomas Bender, William Poundstone, Woody Holton și Eric Rauchway.
Marca editorială a lansat, de asemenea, o linie editorială grafică, „Novel Graphics”, când a publicat o adaptare grafică a Raportului Comisiei 9/11 realizată de Sid Jacobson și Ernie Colón. De atunci ea a publicat mai multe biografii grafice și lucrări de jurnalism grafic, precum și o adaptare grafică a Constituției Statelor Unite ale Americii.

## Autori notabili
- Elizabeth A. Fenn, Encounters at the Heart of the World, Hill & Wang, 2014. Premiul Pulitzer pentru istorie Arhivat în 25 aprilie 2015, la Wayback Machine..
- Elie Wiesel, Night, Hill & Wang, 1960, 2006.
- Woody Holton, Unruly Americans and the Origins of the Constitution (Hill Hill & Wang, 2007). Finalistă în competiția pentru National Book Award
- William Pfaff, Barbarian Sentiments: How the American Century Ends (Hill Hill & Wang, 1989). Finalistă în competiția pentru National Book Award
- Philip Gura, American Transcendentalism (Hill Hill & Wang, 2007). Nominalizată la Premiul National Book Critics Circle
- Roland Barthes, numeroase lucrări traduse.

## Legături externe
- Hill & Wang
- Farrar, Straus and Giroux